# 黔北角蟾
黔北角蟾（学名：Boulenophrys qianbeiensis），一种分布于中华人民共和国贵州省北部桐梓县黄连自然保护区和绥阳县宽阔水自然保护区的两栖动物，隶属于角蟾科布角蟾属。模式产地为桐梓县黄连自然保护区。其种加词“qianbeiensis”意为“贵州省北部的”。

## 形态特征
黔北角蟾体型强壮，雄蟾体长49.3～58.2毫米。身体背面皮肤粗糙，呈橄榄绿色，眶间具有倒三角形棕色标志，背部有一由疣粒排列组成的棕色V形肤棱；腹面为灰白色，具有深棕色大理石斑；后肢腹面橘红色，散布黄白色腺体。

## 保护
本种于2023年被收录入《有重要生态、科学、社会价值的陆生野生动物名录》。